# أورهو ككونن

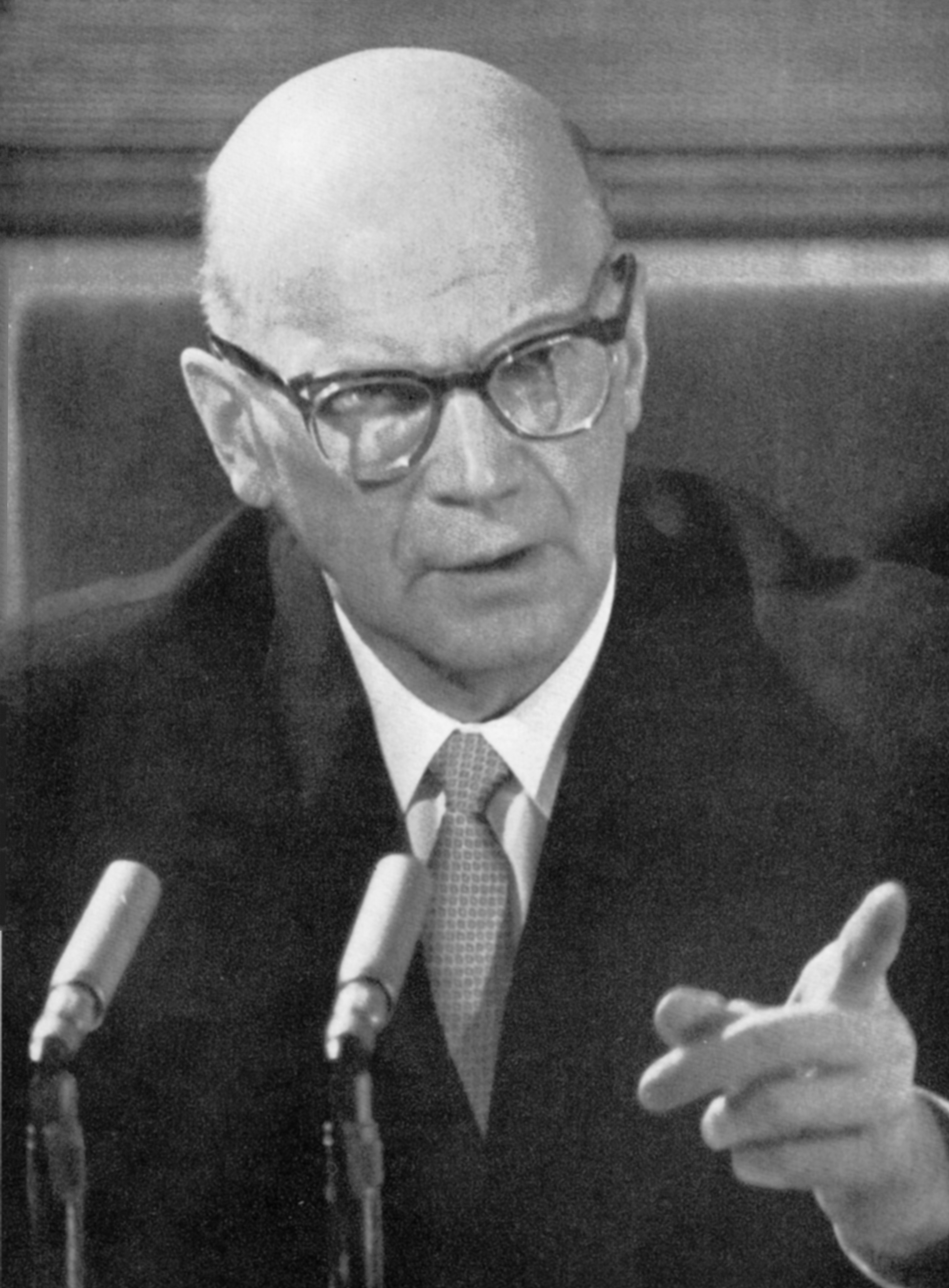
أورهو كـِكـّونن

أورهو كـِكـّونن (Urho Kekkonen؛ بييلافيزي، 3 سبتمبر 1900 - 31 أغسطس 1986) الرئيس الفنلندي الثامن تولى منصبه بين عامي 1956 و1981، بذا تكون فترة رئاسته هي الأطول في تاريخ البلاد. كما كان قد تولى رئاسة الوزراء قبل ذلك لفترتين (1950/1953 و1954/1956).
استمر كـِكـّونن في اتباع سياسة الحياد التي اختطها سلفه الرئيس يوهو كوستي بآسيكيفي، والتي عرفت باسم خط بآسيكيفي ككونن. مكنت تلك السياسة فنلندا من الحفاظ على الاستقلالية والتجارة مع كل من دول الناتو وحلف وارسو.
ولد في كـِكـّونن في بييلافيزي إقليم سافو الشمالية، إبناً ليوهو كـِكـّونن وإميليا بولفاناينن، لكنه قضى طفولته في إقليم كاينو. كانت عائلته من المزارعين (وإن لم يكونوا مزارعين مستأجرين فقراء، كما زعم بعض أنصاره). والده في الأصل عامل زراعي وغابات إلى صار مديراً غابات ووكيل شركة هالا المحدودة. لكـِكـّونن بعض الأصول الألمانية البعيدة. كان يـُزعم أن أسرة كـِكـّونن عاشت في منزل فلاحي فقير بدون مدخنة، ولكن اكتـُشف لاحقاً بأن الأدلة الفوتوغرافية الداعمة لهذا الادعاء كانت مزورة، وأن المدخنة ببساطة تمت إزالتها من الصور منزل طفولة كـِكـّونن. لم تمر سنوات دراسته بسلاسة. حارب خلال الحرب الأهلية الفنلندية في صفوف الحرس الأبيض وقاد فرقة إعدام في هامينا. كـِكـّونن شخصياً اعترف بقتله لرجل في معركة، ولكن ليس بإعدامات جماعية لعناصر الحرس الأحمر ارتكبها فريقه. بيد أن صورة التقطت في حينها يبدو أنها تثبت وجود كـِكـّونن هناك أثناء عملية الإعدام.
في فنلندا مستقلة، عمل كـِكـّونن أولاً كصحفي في مدينة كاياني. انتقل إلى هلسنكي في عام 1921 لدراسة القانون، وتحصل على درجة الماجستير في القانون عام 1926. عمل خلال دراسته كشرطي 1921-1927 في الشرطة السرية، حيث عـُرف بعمله في مكافحة الشيوعية. التقى بتلك الفترة بزوجته مستقبلا، سولفي سالومي أوينو (1900-1974) موظفة آلة كاتبة في مركز للشرطة. رزقا بولدان، ماتي (مواليد 1928) وتانيلي (1928-1985). خدم ماتي كـِكـّونن بالبرلمان عن حزب الوسط بين عامي 1958-1969.
في عام 1927، أصبح كـِكـّونن محامٍ وعمل في جمعية البلديات الريفية. إلا أنه استقال في عام 1932 بسبب تعليقات وقحة. تحصل كـِكـّونن على الدكتوراه في القانون عام 1936. في جامعة هلسنكي وكان ناشطا في الأمة طالب بوهيانما الشمالية، وكان رئيس تحرير صحيفة رئيس تحرير صحيفة الطالب أوليوبيلاسلهتي 1927-1928. كما كان نشطا في ألعاب القوى. كان أفضل انجازات الرياضية فوزه ببطولة فنلندا بالوثب العالي (1.85 م) في عام 1924. أفضل اختصاصاته القفز من وضع الوقوف.
سياسيا، كان هو وطني وجذوره الأيديولوجية تكمن في السياسة القومية للطالب فنلندا المستقلة حديثا وتطرف اليمين. عندما جمعية كاريليا الأكاديمية، وهي منظمة لصالح ضم فنلندا كاريليا الشرقية ، بدعم تمرد مانتســَـلا اليميني المتطرف في 1932 ، استقال ككونن وأكثر من 100 أعضاء معتدلة أخرى من المنظمة. وفقا ليوهانس فيرولاينن، وهو سياسي منذ فترة طويلة الزراعي والوسط، وبدأ بعض الفنلندية اليمينيين إلى الكراهية وهمية ككونن بالفعل بعد هذا القرار بوصفه انتهازيا المتعطشين للسلطة . في عام 1933 ، انضم ككونن الرابطة الزراعي (سميت لاحقا حزب الوسط). للحصول على انتخابه في ذلك العام وأصبح أيضا في الخدمة المدنية في وزارة الزراعة وجعل محاولته الأولى للبرلمان.

## روابط خارجية
- أورهو ككونن على موقع IMDb (الإنجليزية)
- أورهو ككونن على موقع الموسوعة البريطانية (الإنجليزية)
- أورهو ككونن على موقع مونزينجر (الألمانية)
- أورهو ككونن على موقع ميوزك برينز (الإنجليزية)
- أورهو ككونن على موقع قاعدة بيانات الفيلم (الإنجليزية)
- أورهو ككونن على موقع أوليمبيديا (الإنجليزية)